# Apame (Gattin des Magas)
Apame (auch Apama, altgriechisch Ἀπάμα Apáma; * um 291 v. Chr.; † nach 249 v. Chr.) war eine syrisch-griechische Prinzessin aus der Dynastie der Seleukiden und die Gattin des Königs Magas von Kyrene.

## Leben
Apame war eine Tochter des Seleukidenkönigs Antiochos I. und der Stratonike sowie u. a. die Schwester des Antiochos II. Da sie laut Eusebius von Caesarea eine ältere Schwester hatte, ferner ihre Eltern um 293 v. Chr. geheiratet hatten und sie selbst um 275 v. Chr. heiratete (s. u.), dürfte ihr Geburtsdatum auf etwa 291 v. Chr. anzusetzen sein.
Apame wurde mit König Magas von Kyrene vermählt. Ihre Hochzeit fand vor dem Ausbruch des Ersten Syrischen Kriegs statt und wird häufig auf etwa 275 v. Chr. datiert. Die Eheschließung diente Magas zur Erlangung der Unterstützung der Seleukiden gegen seinen Stiefbruder, den ägyptischen König Ptolemaios II., der sich nun von einem Zweifrontenkrieg bedroht sah. Allerdings misslang Magas der Marsch auf Alexandria, und im Endeffekt regierte er weiterhin nur in Kyrene, unterhielt aber für gut zwanzig Jahre gespannte Beziehungen zu Ptolemaios II.
Höchstwahrscheinlich war Apame die Mutter von Magas’ einziger Tochter Berenike II. Zwar gibt der römische Historiker Iustinus Berenikes Mutter den Namen Arsinoe, doch dürfte es sich dabei entweder um ein Versehen des Iustinus handeln oder Apame hatte nach ihrer Heirat mit Magas den in der Ptolemäerdynastie üblicheren Namen Arsinoe angenommen. Ein Scholion zu einem Kallimachos-Fragment bezeichnet außerdem Berenike ausdrücklich als Tochter des Magas und der Apame.
Magas bemühte sich kurz vor seinem Tod (wohl um 250 v. Chr.) um eine Aussöhnung mit Ptolemaios II., der eine Wiedervereinigung seines Reichs mit dem wirtschaftlich starken Kyrene anstrebte und daher gern auf das Angebot seines Halbbruders einging. Zur Festigung dieser Annäherung fand die Verlobung von Magas’ Tochter Berenike mit Ptolemaios (III.), dem Sohn und Thronfolger des Ptolemaios II., statt. Die Verbindung war aber gegen den Willen der Apame angebahnt worden, die als syrische Prinzessin einen Anschluss Kyrenes an das ptolemäische Imperium ablehnte; schließlich hatte ihre eigene Ehe vornehmlich das Ziel gehabt, Kyrene als eigenständiges Land zu erhalten, das die Seleukiden politisch unterstützen sollte. Nach Magas’ Tod trachtete sie daher die geplante Heirat ihrer Tochter mit dem ptolemäischen Prinzen zu torpedieren, indem sie Berenikes Verlobung löste und für diese einen neuen Gemahl suchte. In Ermangelung geeigneter seleukidischer Bewerber nahm Apame Kontakt zur Dynastie der Antigoniden auf und offerierte Berenikes Hand dem Prinzen Demetrios den Schönen, einem Stiefbruder des makedonischen Königs Antigonos II. Gonatas. Ausschlaggebend für diese Wahl war u. a., dass die Antigoniden proseleukidisch eingestellt waren und Antigonos Gonatas außerdem Ptolemaios II. feindlich gegenüberstand. So konnte Apame auf makedonische Hilfe zur Aufrechterhaltung der relativen Unabhängigkeit Kyrenes rechnen. Demetrios nahm das Heiratsangebot umgehend an.
Nachdem Demetrios der Schöne nach Kyrene gereist war und sich mit Berenike vermählt hatte, ging er allerdings eine Liebesaffäre mit der gut 40-jährigen Apame ein. Dieses Verhältnis wurde publik und erregte nicht nur den Zorn Berenikes, sondern ärgerte auch die Soldaten und Bevölkerung. So konnte sich der ägyptische Kronprinz in Kyrene zunehmender Beliebtheit erfreuen. Es bildete sich eine Verschwörung gegen Demetrios, der im Bett der Apame ermordet wurde (um 249/48 v. Chr.). Berenike sorgte aber dafür, dass ihrer Mutter kein Leid geschah. In der Folge feierte Berenike ihre Hochzeit mit Ptolemaios (III.). Über Apames weiteres Leben liegen keine Informationen vor.